# Кананікольське
Кананіко́льське (рос. Кананикольское, башк. Ҡананикольский) — село у складі Зілаїрського району Башкортостану, Росія. Адміністративний центр Кананікольської сільської ради.
Населення — 805 осіб (2010; 990 в 2002).
Національний склад:
- росіяни — 98%

## Видатні особи
- Волков Микола Іванович — Герой Радянського Союзу.

У селі працював Герой Радянського Союзу Кувшинов Леонід Михайлович.